# Sportpark de Verbinding

Sportpark de Verbinding is een relatief nieuw sportpark in de Vinex-wijk Stadshagen, Zwolle. 

## Geschiedenis
Samen met de bewoners uit Stadshagen en de toekomstige gebruikers is er in 2006 voor het nieuw ontwikkelde sportpark in Stadshagen gekozen voor de naamgeving Sportpark de Verbinding. 
Deze naam is gebaseerd op een verbindingsmodel met de nieuwbouwwijk, waarbij openheid en transparantie een belangrijke rol spelen. De accommodatie van de verenigingen is daarbij multifunctioneel van opzet, zodat naast de sportverenigingen ook de bewoners diverse activiteiten kunnen ontplooien en gebruik kunnen maken van de diverse accommodaties. Daarnaast geeft de ligging in het toekomstige midden van Stadshagen, bouwfase Stadshagen I is bijna afgerond en bouwfase Stadshagen 2 is opgestart, het sportpark een verbindingsfunctie als centraal middelpunt en sportpunt van Stadshagen.
Bij de naamgeving van het sportpark is de multifunctionele accommodatie van voetbalvereniging CSV '28, aan de noordzijde van de Stadshagenallee, als uitgangspunt genomen. 
Door een besluit van de commissie Naamgeving van de gemeente Zwolle is in juli 2007 sportpark de Verbinding in Stadshagen een stuk groter geworden. Er is toen besloten om ook de sportstrip aan de zuidzijde van de Stadshagenallee, met o.a. de accommodatie van TC '91 Stadshagen en CKV Sparta, niet een aparte naam te geven, maar ook onder Sportpark de Verbinding te laten vallen.

## Sportverenigingen
Op Sportpark de Verbinding wordt in 2010 gesport door de volgende vier verenigingen:
- Voetbalvereniging CSV '28
- Tennisclub TC '91 Stadshagen
- Christelijke Korfbalvereniging CKV Sparta
- Jeu de Boules De blauwvingers

In de toekomst worden er nog voorzieningen verwacht voor onder meer hockey, zoals opgenomen in het sport masterplan van de gemeente Zwolle.